# Оскар (кинопремия, 1929)
Первая в истории церемония награждения премией Американской киноакадемии прошла 16 мая 1929 года в голливудском «Рузвельт-отеле». Название «Оскар» для обозначения наград ещё не использовалось. Все номинанты получили так называемые «Благодарственные отзывы» (англ. Honorable Mention). Церемония длилась 15 минут, на ней присутствовали 250 человек. Билет стоил 5 долларов. Вёл церемонию Дуглас Фербенкс.
Лауреаты премии были известны за три месяца до церемонии — результаты передавались в прессу, которая публиковала их одновременно с награждением. Это продолжалось до 1945 года, когда газета «Los Angeles Times» обнародовала результаты более чем за два часа до церемонии и уже со следующего года появились запечатанные конверты.
На премию были номинированы кинокартины, вышедшие на экраны в 1927 и 1928 годах. Две номинации можно отнести к «Лучшему фильму» (выдающийся фильм и уникальное художественное исполнение), поэтому в разных источниках могут указываться разные (или даже два фильма года). Актёры номинировались не за роли в конкретных фильмах, а за все кинокартины, в которых они снялись за год. На церемонии вручались награды за лучшие титры к немой кинокартине и уникальное художественное исполнение (единственные случаи за всю историю вручения наград).

## Список лауреатов и номинантов

### Кинокартины, получившие  номинации
| Номинаций | Кинофильм                                                           | Кинокомпания                  |
| --------- | ------------------------------------------------------------------- | ----------------------------- |
| 5         | «Седьмое небо» / Seventh Heaven                                     | Fox                           |
| 4         | «Восход солнца: песня двух людей» / Sunrise: A Song of Two Humans   | Fox                           |
| 4         | «Цирк» / The Circus (Снят со всех номинаций)                        | Charles Chaplin Productions   |
| 2:        | «Толпа» / The Crowd —                                               | Metro-Goldwyn-Mayer           |
| 2:        | «Сэди Томпсон» / Sadie Tompson                                      | United Artists                |
| 2:        | «Крылья» / Wings —                                                  | Paramount                     |
| 2:        | «Последний приказ» / The Last Command                               | Paramount                     |
| 1:        | «Рэкет» / The Racket — The Caddo Company                            | The Caddo Company             |
| 1:        | «Чанг: Драма в глуши» / Chang: A Drama of the Wilderness —          | Paramount                     |
| 1:        | «Гонщик» / Speedy                                                   | Paramount                     |
| 1:        | «Два аравийских рыцаря» / Two Arabian Knights                       | The Caddo Company             |
| 1:        | «Соррел и сын» / Sorrell and Son                                    | United Artists                |
| 1:        | «Путь всякой плоти» / The Way of all Flesh                          | Paramount                     |
| 1:        | «Петля» / The Noose                                                 | First National Pictures       |
| 1:        | «Лакированный парень» / The Patent Leather Kid                      | First National Pictures       |
| 1:        | «Уличный ангел» / Street Angel                                      | Fox                           |
| 1:        | «Корабль приплывает» / A Ship Comes In                              | DeMille Pictures Corporation  |
| 1:        | «Певец джаза» / The Jazz Singer                                     | Warner Brothers               |
| 1:        | «Славная Бетси» / Glorious Betsy                                    | Warner Brothers               |
| 1:        | «Подполье» / Underworld                                             | Paramount                     |
| 1:        | «Дьявольская танцовщица» / The Devil Dancer                         | Samuel Goldwyn Productions    |
| 1:        | «Волшебное пламя» / The Magic Flame                                 | Samuel Goldwyn Productions    |
| 1:        | «Частная жизнь Елены Троянской» / The Private Life of Helen of Troy | First National Pictures       |
| 1:        | «Голубь» / The Dove                                                 | United Artists                |
| 1:        | «Буря»/Tempest                                                      | Joseph M. Schenck Productions |

### Кинокартины, получившие награды
| Номинаций | Кинофильм                                                         |
| --------- | ----------------------------------------------------------------- |
| 3         | «Седьмое небо» / Seventh Heaven                                   |
| 3         | «Восход солнца: песня двух людей» / Sunrise: A Song of Two Humans |
| 2         | «Крылья» / Wings                                                  |
| 1         | «Два аравийских рыцаря» / Two Arabian Knights                     |
| 1         | «Путь всякой плоти» / The Way of all Flesh                        |
| 1         | «Последний приказ» / The Last Command                             |
| 1         | «Уличный ангел» / Street Angel                                    |
| 1         | «Подполье» / Underworld                                           |
| 1         | «Голубь» / The Dove                                               |
| 1         | «Буря»/Tempest                                                    |

### Основные награды
Победители выделены отдельным цветом. 
| Категории                            | Лауреаты и номинанты |
| ------------------------------------ | --- |
| Лучший фильм                         | «Крылья» / Wings — Paramount |
| Лучший фильм                         | «Рэкет» / The Racket — The Caddo Company |
| Лучший фильм                         | «Седьмое небо» / Seventh Heaven — Fox |
| Лучший фильм                         | Чарли Чаплин — «Цирк» / The Circus - (снят с номинации) |
| Лучшая режиссёрская работа (комедия) | Льюис Майлстоун — «Два аравийских рыцаря» / Two Arabian Knights |
| Лучшая режиссёрская работа (комедия) | Чарли Чаплин — «Цирк» / The Circus - (снят с номинации) |
| Лучшая режиссёрская работа (комедия) | Тэд Вильде — «Гонщик» / Speedy |
| Лучшая режиссёрская работа (драма)   | Фрэнк Борзейги — «Седьмое небо» / Seventh Heaven |
| Лучшая режиссёрская работа (драма)   | Герберт Бренон — «Соррел и сын» / Sorrell and Son |
| Лучшая режиссёрская работа (драма)   | Кинг Видор — «Толпа» / The Crowd |
| Уникальное художественное исполнение | «Восход солнца: песня двух людей» / Sunrise: A Song of Two Humans — Fox                                                                                               |
| Уникальное художественное исполнение | «Толпа» / The Crowd — Metro-Goldwyn-Mayer |
| Уникальное художественное исполнение | «Чанг: Драма в глуши» / Chang: A Drama of the Wilderness — Paramount                                                                                                  |
| Лучшая мужская роль                  | Эмиль Яннингс — за роли в фильмах «Путь всякой плоти» / The Way of all Flesh и «Последний приказ» / The Last Command                                                  |
| Лучшая мужская роль                  | Ричард Бартелмесс — за роли в фильмах «Петля» / The Noose и «Лакированный парень» / The Patent Leather Kid                                                            |
| Лучшая мужская роль                  | Чарли Чаплин — за роль в фильме «Цирк» / The Circus - (снят с номинации)                                                                                              |
| Лучшая женская роль                  | Джанет Гейнор — за роли в фильмах «Седьмое небо» / Seventh Heaven, «Восход солнца: песня двух людей» / Sunrise: A Song of Two Humans и «Уличный ангел» / Street Angel |
| Лучшая женская роль                  | Луиза Дрессер — за роль в фильме «Корабль приплывает» / A Ship Comes In                                                                                               |
| Лучшая женская роль                  | Глория Свенсон — за роль в фильме «Сэди Томпсон» / Sadie Tompson |
| Лучший адаптированный сценарий       | Бенджамин Глейзер — «Седьмое небо» / Seventh Heaven |
| Лучший адаптированный сценарий       | Альфред Кон — «Певец джаза» / The Jazz Singer |
| Лучший адаптированный сценарий       | Энтони Коулдуэй — «Славная Бетси» / Glorious Betsy |
| Лучший оригинальный сюжет            | Бен Хект — «Подполье» / Underworld |
| Лучший оригинальный сюжет            | Лайош Биро — «Последний приказ» / The Last Command |
| Лучший оригинальный сюжет            | Чарли Чаплин — за роль в фильме «Цирк» / The Circus - (снят с номинации)                                                                                              |
| Лучшие титры в немой кинокартине     | Джозеф Фарнэм (награда не связана с конкретным фильмом) |
| Лучшие титры в немой кинокартине     | Джералд Даффи — «Частная жизнь Елены Троянской» / The Private Life of Helen of Troy                                                                                   |
| Лучшие титры в немой кинокартине     | Джордж Марион мл. (номинация не связана с конкретным фильмом) |
| Лучшая операторская работа           | Чарльз Рошер и Карл Струсс — «Восход солнца: песня двух людей» / Sunrise: A Song of Two Humans                                                                        |
| Лучшая операторская работа           | Джордж Барнс — «Дьявольская танцовщица» / The Devil Dancer; «Волшебное пламя» / The Magic Flame; и «Сэди Томпсон» / Sadie Tompson                                     |
| Лучшая работа художника              | Уильям Кэмерон Мензис — «Голубь» / The Dove ; «Буря»/Tempest |
| Лучшая работа художника              | Рохус Глизе — «Восход солнца: песня двух людей» / Sunrise: A Song of Two Humans                                                                                       |
| Лучшая работа художника              | Гарри Оливер — «Седьмое небо» / Seventh Heaven |
| Лучшие спецэффекты                   | Рой Померой — за фильм «Крылья» / Wings |
| Лучшие спецэффекты                   | Ралф Хаммерас — номинация не связана с конкретным фильмом |
| Лучшие спецэффекты                   | Наджент Слотер — номинация не связана с конкретным фильмом, хотя по воспоминаниям академиков он упоминался чаще всего из-за фильма «Певец джаза» / The Jazz Singer    |

### Специальная награда
- Чарли Чаплин — «За универсальность и гениальность в актерской игре, написании, режиссировании и продюсировании фильма «Цирк» (англ. For versatility and genius in acting, writing, directing and producing «The Circus»)».
- Студия Warner Brothers — «За создание фильма «Певец джаза», первой звуковой картины, которая произвела революцию в отрасли (англ. For producing The Jazz Singer, the pioneer outstanding talking picture, which has revolutionized the industry)».